# 중화로
중화로(Junghwa-ro)는 경상북도 상주시 모동면 오도재 에서 화서면 신봉네거리를 잇는 도로이다.

## 주요 경유지
경상북도
- 상주시 (모동면 - 모서면 - 화동면 - 화서면)

## 노선
| 이름            | 접속 노선                        | 소재지          | 소재지          | 비고                        |
| 황간동로와 직결 | 황간동로와 직결                  | 황간동로와 직결 | 황간동로와 직결 | 황간동로와 직결             |
| --------------- | -------------------------------- | --------------- | --------------- | --------------------------- |
| 오도재          |                                  | 영동군          | 황간면          | 국가지원지방도 제49호선구간 |
| 오도재          |                                  | 상주시          | 모동면          | 국가지원지방도 제49호선구간 |
| 수봉교          |                                  | 상주시          | 모동면          | 국가지원지방도 제49호선구간 |
| 신천삼거리      | 국가지원지방도 제68호선 (중모로) | 상주시          | 모동면          | 국가지원지방도 제49호선구간 |
| 치운교          |                                  | 상주시          | 모동면          | 국가지원지방도 제49호선구간 |
| 금계교          |                                  | 상주시          | 모동면          | 국가지원지방도 제49호선구간 |
| (이름 없음)     | 지방도 제901호선 (삼포순환로)    | 상주시          | 모서면          | 국가지원지방도 제49호선구간 |
| 모서교          |                                  | 상주시          | 모서면          |                             |
| 삼포사거리      | 백화로                           | 상주시          | 모서면          |                             |
| (이름없음)      | 삼포순환로                       | 상주시          | 모서면          | 국가지원지방도 제49호선구간 |
| 신촌 교차로     | 어산로 이소1길                   | 상주시          | 화동면          | 국가지원지방도 제49호선구간 |
| 화동 교차로     | 팔음로 이소3길                   | 상주시          | 화동면          | 국가지원지방도 제49호선구간 |
| 이소교          |                                  | 상주시          | 화동면          | 국가지원지방도 제49호선구간 |
| 화동 교차로     | 이소1길                          | 상주시          | 화동면          | 국가지원지방도 제49호선구간 |
| 화령교          |                                  | 상주시          | 화서면          | 국가지원지방도 제49호선구간 |
| 신봉네거리      | 국도 제25호선 (영남제일로)       | 상주시          | 화서면          | 국가지원지방도 제49호선구간 |

## 주요 건물 및 시설
- CU 상주용호점 (중화로 559/용호리 34-3)
- 모서치안센터 (중화로 866/삼포리 254-4)
- 중화면 행정복지센터 (중화로 901/삼포리 227)
- 농협 서상주농협주유소 화동지점 (중화로 1470/신촌리 706)